# Jugement en droit français
Pour un article plus général, voir Jugement (droit).
Un jugement en droit français est une décision judiciaire rendue par une autorité dépendant du pouvoir judiciaire (sous le contrôle de la cour de cassation) ou de l'ordre administratif (dépendant du Conseil d'État).
Le code de l'organisation judiciaire et le code de justice administrative énoncent les références au choix de la juridiction en fonction de la nature du litige.

Workflow du jugement en France

## Jugement en matière civile
La matière civile oppose généralement des parties entre elles, qui demandent à faire trancher leur litige devant un juge.C'est donc une juridiction du premier degré qui rend le dit jugement par opposition à l’arrêt qui lui est rendu par une juridiction du second degré.
Le jugement est susceptible d'appel selon son taux de ressort. Le délai d'appel étant fixe, au-delà, le jugement a autorité de la chose jugée et il peut ainsi devenir une part de la jurisprudence. Le jugement doit être rédigé en français et ce depuis l'Ordonnance de Villers-Cotterêts (François Ier) et les adages latins sont donc proscrit sauf exception et traduction). Les jugements sont rédigés par le juge qui a eu connaissance du dossier.

## Jugement en matière pénale
La matière pénale traite des atteintes à l'ordre public.

## Jugement en matière administrative
La justice administrative est une particularité française qui prend sa source lors de la révolution française, lorsque les Constituants ont voulu préserver l'État de la portée des juges.
Un litige avec une administration doit souvent être porté devant un tribunal administratif.